# Podocarpus acutifolius
Podocarpus acutifolius är en barrträdart som beskrevs av Thomas Kirk. Podocarpus acutifolius ingår i släktet Podocarpus och familjen Podocarpaceae. IUCN kategoriserar arten globalt som livskraftig. Inga underarter finns listade i Catalogue of Life.

## Bildgalleri

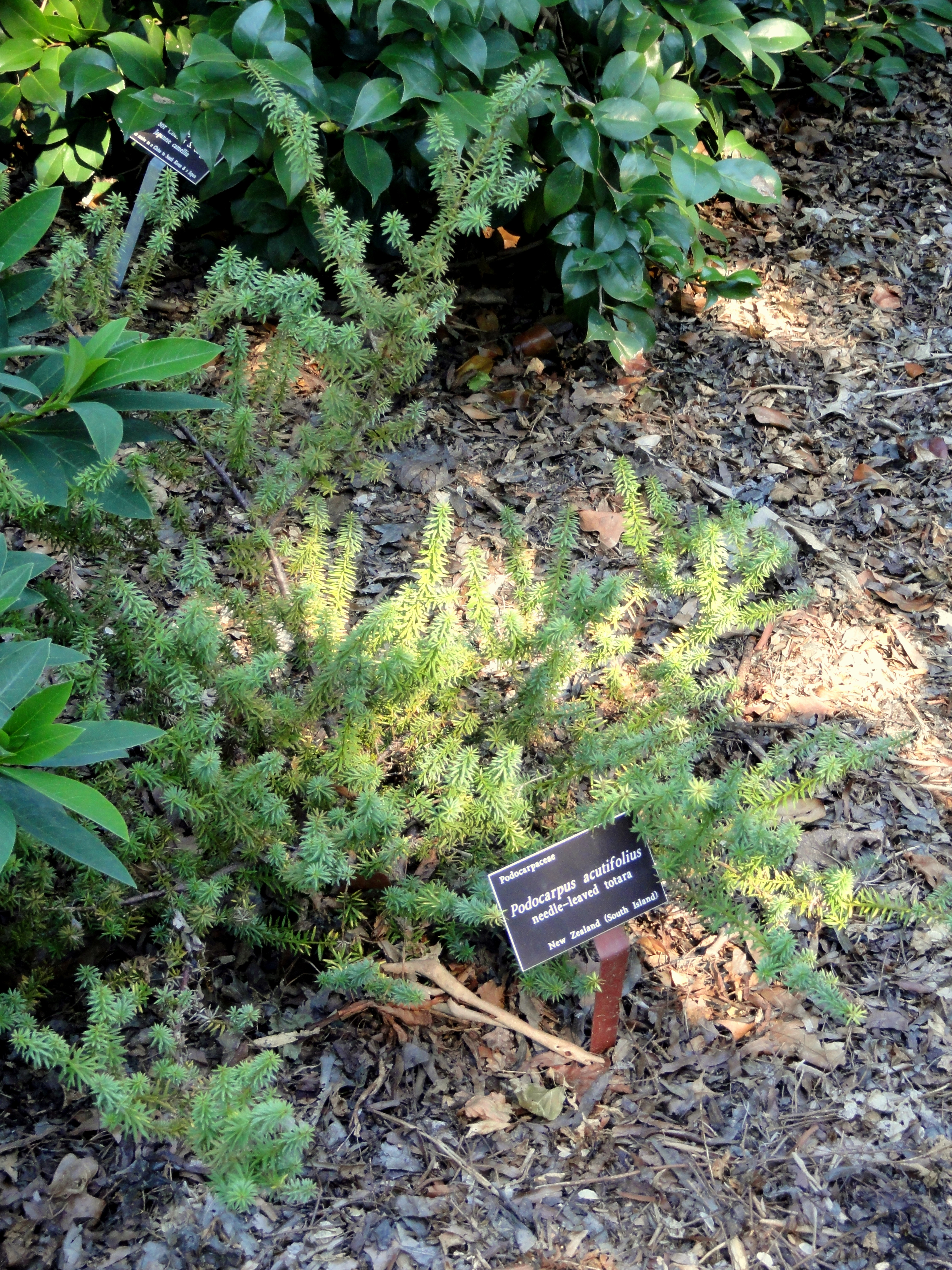
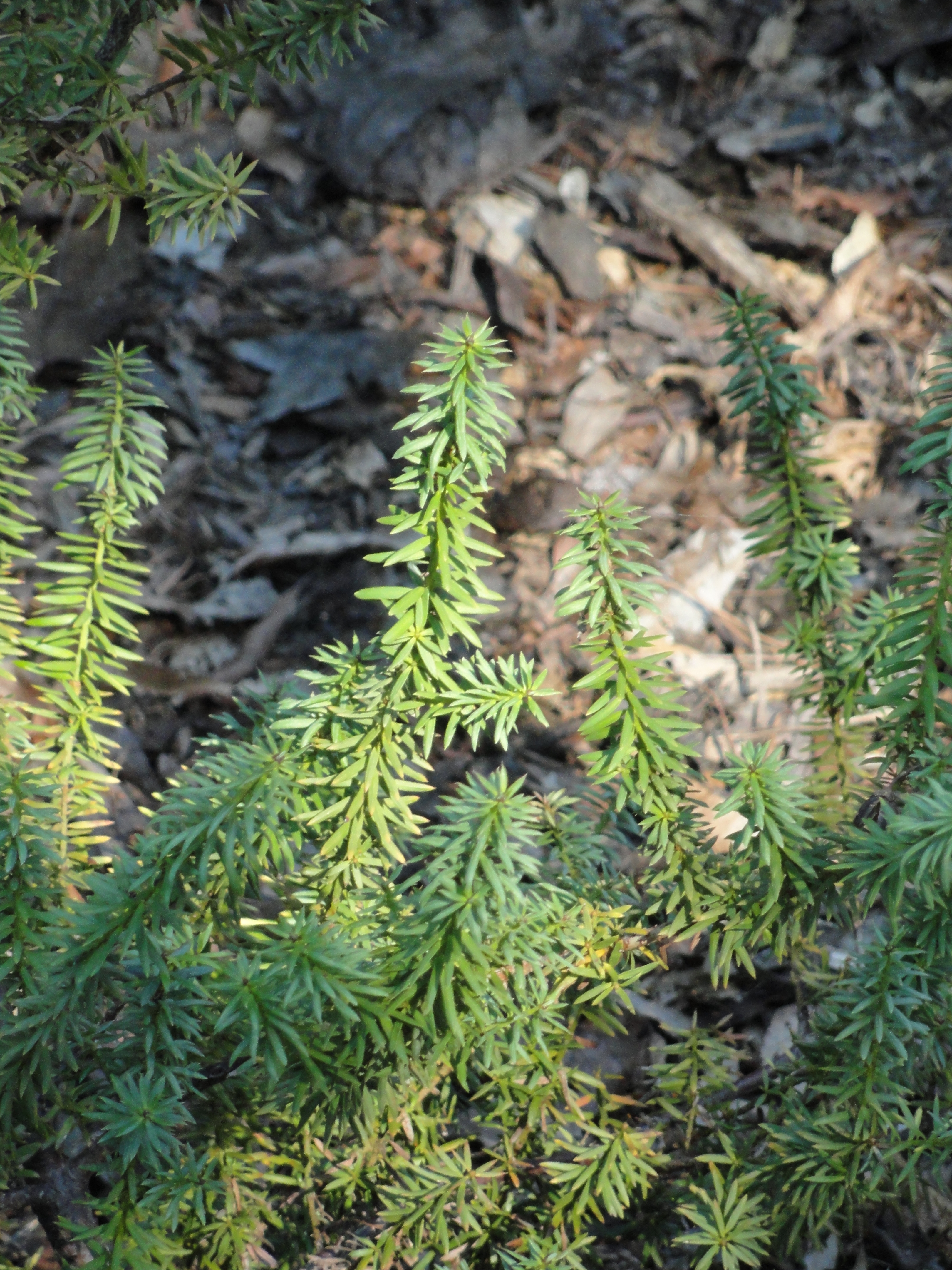